# اثر گلخانه‌ای

رابطهٔ مستقیم گرمایش با کربن دی‌اکسید

اثر گلخانه‌ای فرایندی است از تأثیرات مستقیم گازهای گلخانه‌ای بر روی تابش خورشید در جو و بالا‌بردن دمای سطح زمین. در این فرایند گرمای سطح زمین به دمایی بالاتر از دمای طبیعی جو می‌رسد و از این‌رو این امر موجب تغییرات آب‌وهوا بر روی کره زمین می‌گردد. با تابش نور خورشید به کلروفیل که گیاهان دارای آن هستند، اشعه فروسرخ و فرابنفش تشکیل می‌شود که با ترکیب آن با مخصوصاً با اکسیژن، آن را از بین برده و دی‌اکسید تشکیل می‌شود. میان افزایش میزان گازهای گلخانه‌ای موجود در جو با گرم شدن کرهٔ زمین ارتباط مستقیمی وجود دارد.
زمین مقداری از انرژی خورشید را جذب می‌کند و باقی آن را باز می‌تاباند. در طی این فرایند طول موج نور تغییر پیدا می‌کند. بعضی از گازهای موجود در جو زمین، این تابش خروجی را جذب می‌کنند. این تابش عمدتاً در محدودهٔ فروسرخ است. مولکول گازهای گلخانه‌ای، بسیار بیش‌تر از سایر گازها نور فروسرخ را جذب می‌کند. جذب انرژی توسط مولکول‌های گاز سبب جنبش مولکول و افزایش انرژی آن می‌شود. وقتی این اتفاق در مقیاس بزرگ رخ دهد، مانند این است که زمین را با یک پتو پوشانده‌ایم. دمای کل نواحی زمین افزایش می‌یابد; این پدیده اثر گلخانه‌ای نامیده می‌شود.
گازهای گلخانه‌ای گازهایی هستند که باعث اثر گلخانه‌ای در جو می‌شوند. این گازها می‌توانند تا مدت زیادی حرارت را در خود نگه دارند. امروزه اضافه شدن بیش از حد گازهای گلخانه‌ای به جو زمین، باعث افزایش دمای زمین شده‌است. از مهم‌ترین این گازها می‌توان از بخار آب و دی‌اکسیدکربن نام برد. از دیگر گازهای گلخانه‌ای می‌توان متان را نام برد که دراثر خوردن چوب توسط موریانه تولید می‌شود.
گازهای گلخانه‌ای عبارت‌اند از ترکیبات گازی که در «اثر گلخانه‌ای» نقش دارند. عمده‌ترین گازهای طبیعی از این دسته عبارت‌اند از: بخار آب (۶۰ درصد)، دی‌اکسید کربن (۲۶ درصد) و ازن.
دیگر گازها که اهمیت کمتری دارند عبارت‌اند از: متان، اکسید نیتروژن، سولفید هگزافلوراید، هالوکربن‌ها مثل فرئون و دیگر CFCها.
ترکیبات گازی عمده اتمسفری یعنی اکسیژن و نیتروژن (N۲ and O۲) جزء گازهای گلخانه‌ای محسوب نمی‌شوند به این دلیل که گازهای دو ملکولی همسان مثل: N۲, O۲, H۲ و غیره نقشی در جذب اشعهٔ فروسرخ ندارند.
فعالیت‌های صنعتی و کشاورزی انسان‌ها در افزایش این گازها نقش دارند. بیشترین اثر فعالیت‌های انسانی بر افزایش گاز دی‌اکسید کربن است. موارد زیر نمونه‌ای از نقش انسان در افزایش این گازها می‌باشند:
- سوخت‌های فسیلی و جنگل زدایی – افزایش دی‌اکسیدکربن
- چرای دام‌ها و کشت‌های غرقابی مثل برنج - افزایش غلظت متان
- استفاده از CFCs در یخچال، فریزر و مبردها

## علت
خورشید می‌تابد و زمین را گرم می‌کند. بخشی از نور هنگام ورود به جو منعکس می‌شود و باقی آن وارد اتمسفر شده و به زمین می‌رسد و آن را گرم می‌کند. زمین که گرم شده، آغاز به تابش می‌کند. این انرژی در سال‌های اخیر بیشتر شده و زمین در حال گرم شدن است. متان و CFC انرژی بیشتری را به دام می‌اندازند، اما دی اکسیدکربن مهم‌ترین بخش گازهای گلخانه‌ای است، زیرا حجم بیشتری از آن در اتمسفر وجود دارد. سوزاندن و استفاده از سوخت‌های فسیلی (زغال سنگ، نفت و گاز) دلیل اصلی ازدیاد بیش از حد دی اکسیدکربن است.
اما برخی دیگر از دانشمندان با این نظر مخالفند. آن‌ها می‌گویند که مطالعات انجام شده عموماً بر پایهٔ مدل‌سازی‌های رایانه‌ای است و آب و هوای زمین بسیار پیچیده‌تر از آن است که بتوان رفتار آن را پیش‌بینی کرد.
اما مطالعاتی که در سال ۲۰۰۱، توسط تیمی از پژوهشگران انگلستانی انجام شد، نشان می‌دهد که طبق اطلاعات ماهواره‌ای ۳۰ سال گذشته، تشعشعی که از زمین به فضا فرستاده می‌شود، کاهش یافته‌است. این یعنی اثر گلخانه‌ای که همگام با تولید بیشتر گازهای گلخانه‌ای، افزایش پیدا کرده‌است.

## پروتکل کیوتو
این معاهده با هدف موظف ساختن کشورهای جهان به کاهش اثرات گازهای گلخانه‌ای و تبعات منفی گرم شدن زمین، میان کشورهای جهان به امضا رسید. معاهده در محل کیوتوی ژاپن و در دسامبر ۱۹۹۷ تنظیم شد و از مارس ۱۹۹۸ جهت امضاء به کشورهای مختلف ارائه و در ۱۵ مارس ۱۹۹۹ نهائی شد. در این معاهده مشخص شده که تا چه سال و تا چند درصد از گازهای گلخانه‌ای کاسته شود. گازهای مورد نظر عبارت‌اند از: دی‌اکسید کربن، متان، اکسید نیتروژن، سولفورهگزافلوراید، HFCها و PFCها.
همچنین کشورهای ثروتمند ضمن متعهد شدن به اجرای مفاد این عهدنامه موظف به کمک به دیگر کشورها در این زمینه شدند.
سازوکارهای انعطاف‌پذیر پروتکل کیوتو
پروتکل کیوتو به منظور کاهش انتشار و تسهیل انجام تعهدات کشورهای توسعه یافته، سازوکارهای انعطاف‌پذیری تحت عنوان سازوکارهای مبتنی بر بازار در ماده ۱۲ و سایر مواد تنظیم کرده‌است.
بر اساس پروتکل کیوتو، اعضای متعهد (کشورهای توسعه یافته) می‌توانند با اجرای پروژه‌ها در سایر کشورها، سیاست‌های کاهش انتشار را از لحاظ اقتصادی توجیه پذیر کنند. بدین منظور پروتکل کیوتو برای ایجاد ساختار مبتنی بر بازار، سازوکارهای زیر را در نظر گرفته‌است:
(CDM) - سازوکار توسعه پاک
(JI) -اجرای مشترک
(ET) - تجارت انتشار
سازوکار توسعه پاک: این سازوکار شامل پروژه‌هایی است که کشورهای توسعه یافته برای تحقق تعهدات خود در کاهش انتشار گازهای گلخانه‌ای و همچنین کمک به توسعه پایدار در کشورهای در حال توسعه اجرا کرده و به ازای کاهش انتشار حاصل از این پروژه‌ها، گواهی کاهش انتشار (CER) دریافت می‌کنند.
اجرای مشترک: پروژه‌هایی هستند که با توجه به تجارب تکنولوژیکی کشورها، به منظور اجرای تعهد یا اخذ گواهی، از سوی برخی کشورهای صنعتی در سایر کشورهای توسعه یافته به خصوص کشورهای با اقتصاد در حال‌گذار (اروپای شرقی) اجرا می‌شوند.
تجارت انتشار: با توجه به‌این که کشورهای صنعتی عضو پروتکل کیوتو هر یک تعهدی مستقل دارند، اگر کشوری نتواند سهم تعهدات خود را در کاهش انتشار برآورده کند، می‌تواند از کشورهای صنعتی دیگر که بیش از سهم تعهد خود کاهش انتشار داشته‌اند مجوز انتشار خریداری کند.
در ماه نوامبر سال ۲۰۱۱، سازمان جهانی هواشناسی اعلام کرد که میزان گازهای گلخانه‌ای در جو به میزان بی‌سابقه‌ای افزایش یافته‌است.